# Julián Ronda Cañaveras
Julián Ronda Cañaveras (Carpentras, França, 7 de juny de 1971 - Palma, 19 de setembre de 2015) va ser un futbolista espanyol nascut a França que jugava com a defensa.

## Carrera esportiva
Va iniciar la seva carrera al filial del Mallorca a Segona Divisió B d'Espanya. Després de dues temporades, va pujar al primer equip, jugant quatre temporades a Segona Divisió. L'estiu de 1996 va jugar al Numancia, de nou a Segona B, aconseguint l'ascens de categoria. Va fitxar després pel Club Deportivo Leganés, jugant altres sis temporades a Segona, sent un dels capitans del club. Va finalitzar la seva carrera en l'Orihuela Club de Futbol|Orihuela CF]. Va morir el 19 de setembre de 2015 quan disputava un partit de veterans del Real Club Esportiu Mallorca. Era entrenador de l'Alaró a la Tercera Divisió.

## Clubs
| Club         | Any       |
| ------------ | --------- |
| RCD Mallorca | 1992-1996 |
| CD Leganés   | 1996-2002 |
| Oriola CF    | 2002-2003 |